# Lorgio Álvarez
Lorgio Álvarez Roca (* 29. Juni 1978 in Santa Cruz) ist ein ehemaliger bolivianischer Fußballspieler. Der Außenverteidiger absolvierte 45 Länderspiele für Bolivien.

## Karriere

### Verein
Lorgio Álvarez begann seine Profikarriere 1995 beim Club Blooming. Zweimal kehrte er während seiner Karriere zum Klub zurück und bestritt für diesen insgesamt 243 Ligaspiele. In der Liga de Fútbol Profesional Boliviano absolvierte er über 500 Ligaspiele. Neben seiner erfolgreichen Zeit in der Heimat, in der er sieben Meisterschaften mit Blooming und dem Club Bolívar gewann, war der Verteidiger auch in Argentinien bei CA Independiente sowie in Paraguay bei Cerro Porteño und Libertad aktiv. In Paraguay gewann Álvarez drei weitere nationale Meisterschaften. 2018 wechselte der Defensivakteur vom Club San José zum Club Destroyers, wo er seine Karriere ausklingen ließ.

### Nationalmannschaft
Lorgio Álvarez bestritt zwischen 1999 und 2011 insgesamt 45 Länderspiele. Sein Debüt für die Nationalmannschaft gab der Verteidiger im Januar 1999 bei einem Freundschaftsspiel gegen die USA. Sein erstes Pflichtspiel absolvierte Álvarez beim 0:0-Unentschieden im zweiten Gruppenspiel im FIFA-Konföderationen-Pokal 1999 gegen Saudi-Arabien. Er spielte bei allen Südamerikameisterschaften von 2001 bis 2011. Bolivien schaffte es aber nie über die Gruppenphase hinaus. Sein einziges Tor erzielte Álvarez beim 2:2-Unentschieden im Auftaktspiel der Copa América 2004 gegen Peru, als er den gegnerischen Torwart an der Torauslinie ausspielte und von dort aus den Ball ins Tor schoss. Sein letztes Länderspiel bestritt Álvarez im November 2011 gegen Kolumbien im Rahmen der Weltmeisterschafts-Qualifikation 2014.

## Erfolge
Blooming
- Bolivianischer Meister: 1998, 1999, 2009-A
- Sieger der Copa Aerosur: 2003

Cerro Porteño
- Paraguayischer Meister: 2005

Libertad
- Paraguayischer Meister: 2008-A, 2008-C

Bolívar
- Bolivianischer Meister: 2011-AD, 2013-C, 2014-A, 2015-C